# Остердейк
Остердейк (нід. Oosterdijk) — селище в нідерландській провінції Північна Голландія. Входить до муніципалітету Енкгейзен. Наразі у ньому нараховується близько 35 будинків.